# زبان مگلنو رومانی

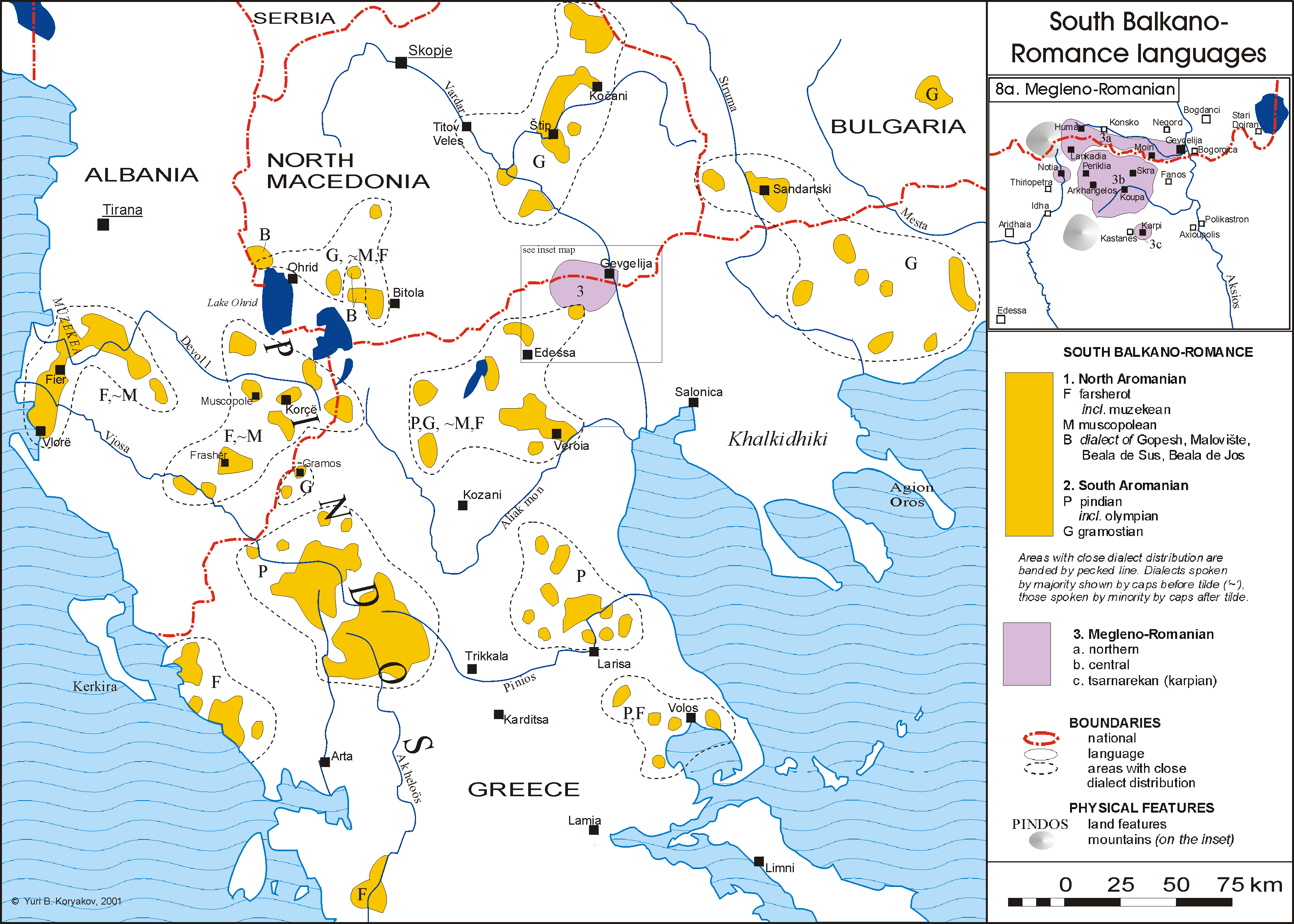
حیطه زبانی مگلنو رومانی و آرومانی

زبان مگلنو رومانی زبانی رومی است از شاخه زبانهای رومی شرقی که در مناطق جنوب شرق اروپا جمعیت اندکی در حدود پنج هزار تن بدان تکلم می‌کنند.این زبان که بسیار نزدیک به زبانهای رومانیایی و زبان آرومانی می‌باشد گاهی به عنوان گویشی از رومانیایی معرفی شده‌است.این زبان در مقدونیه و رومانی رایج است اقلیت مسلمان و بسیار کوچکی هم در ترکیه به این زبان صحبت میکنند.